# جوشکاری الکتروفیوژن

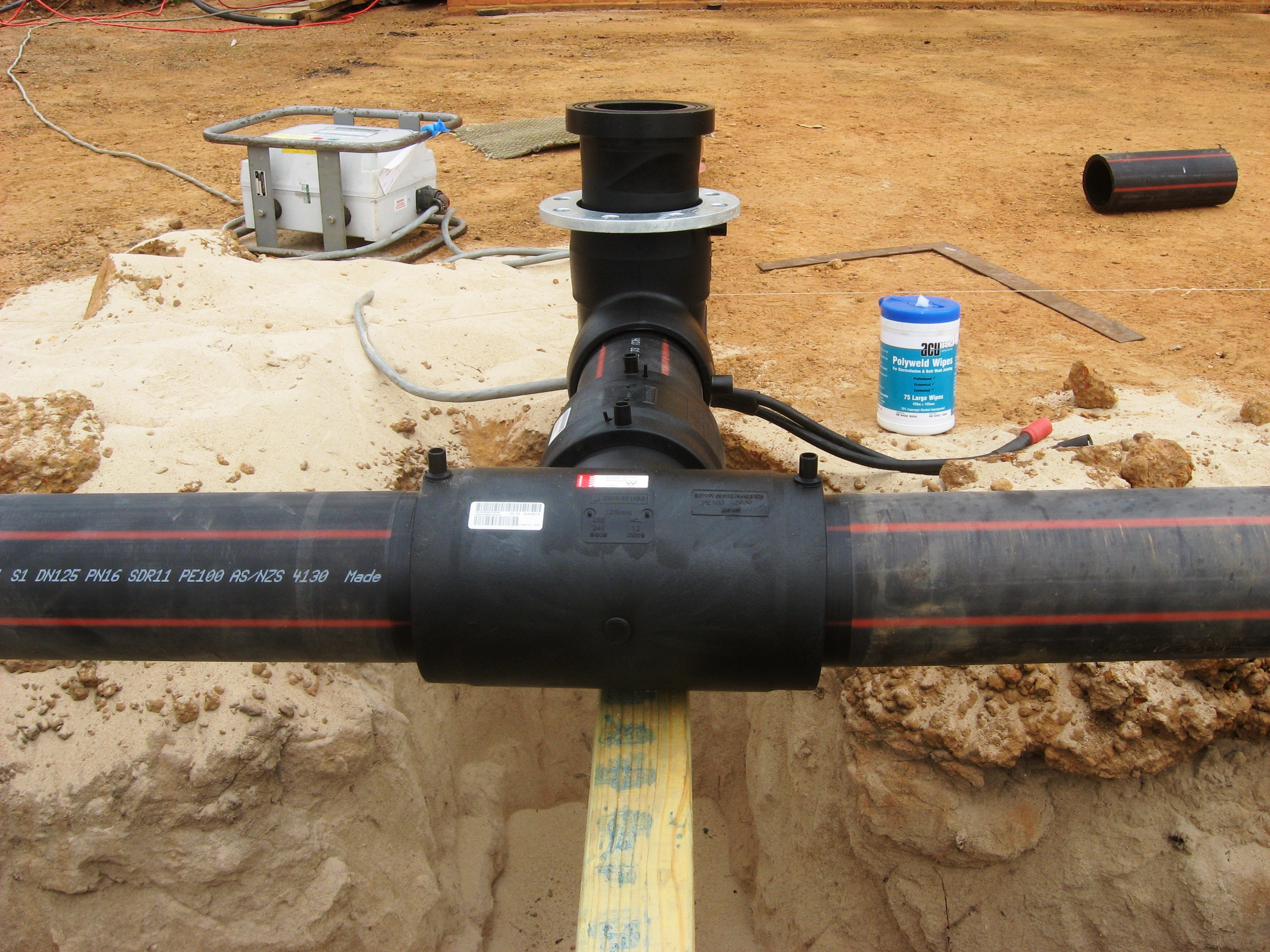
لوله‌های پلی‌اتیلن چگالی بالا با جوش الکتروفیوژن متصل شده‌است.

جوشکاری الکتروفیوژن (به انگلیسی: electrofusion welding) نوعی از جوشکاری مقاومتی است که برای اتصال لوله‌ها استفاده می‌شود. یک قطعه اتصال با سیم‌پیچ‌های فلزی درون آن در دو سر لوله‌هایی که قرار است به هم متصل شوند قرار می‌گیرد و جریان از سیم‌پیچ‌ها عبور می‌کند. گرمایش مقاومتی سیم‌پیچ‌ها، مقدار کمی از لوله و قطعه اتصال را ذوب می‌کند و پس از انجماد، یک اتصال دائم تشکیل می‌شود. این روش بیشتر برای اتصال لوله‌های پلی‌اتیلن (PE) و پلی‌پروپیلن (PP) استفاده می‌شود. جوشکاری الکتروفیوژن رایج‌ترین روش جوشکاری برای اتصال لوله‌های پلی‌اتیلن است.  به دلیل امکان ایجاد اتصالات قوی در روش جوش الکتروفیوژن، این روش معمولاً برای ساخت و تعمیر خطوط لوله انتقال گاز کاربرد وسیعی دارد.  استحکام مفصل به چندین پارامتر فرآیند جوشکاری بستگی دارد و برای ایجاد اتصالات ثابت مورد استفاده قرار می‌گیرد.

## فرآیند جوشکاری

### مراحل در حین جوشکاری
جوشکاری الکتروفیوژن دارای 4 مرحله است که در طول فرآیند جوشکاری رخ می دهد:
1. دوره نهفتگی
2. تشکیل مفصل
3. منطقه فلات
4. دوره خنک‌شدن

در طول دوره نهفتگی، با عبور جریان از سیم‌پیچ، گرما به محل اتصال وارد می‌شود. اگرچه در این محل استحکام مفصلی وجود ندارد، اما پلیمر منبسط می‌شود و شکاف اتصال پر می‌شود. ابتدا ذوب شروع می‌شود، در این زمان فشار ماده مذاب به اطراف افزایش می‌یابد و بیشتر استحکام مفصل در این مرحله ایجاد می‌شود. افزایش استحکام در درجه اول به دلیل محدود شدن انبساط ماده مذاب توسط مناطق سرد اطراف است. همچنین ناحیه فلات نشان‌دهنده تثبیت استحکام مفصل است. با وجود این، گرمای ایجاد‌شده در محل مفصل همچنان با گذشت زمان افزایش می یابد. سپس دوره خنک‌شدن پس از عدم اعمال جریان به سیم‌پیچ‌ها اتفاق می‌افتد. در نهایت  ماده پلیمری مذاب جامد شده و اتصال را تشکیل می‌دهد.

## تجهیزات

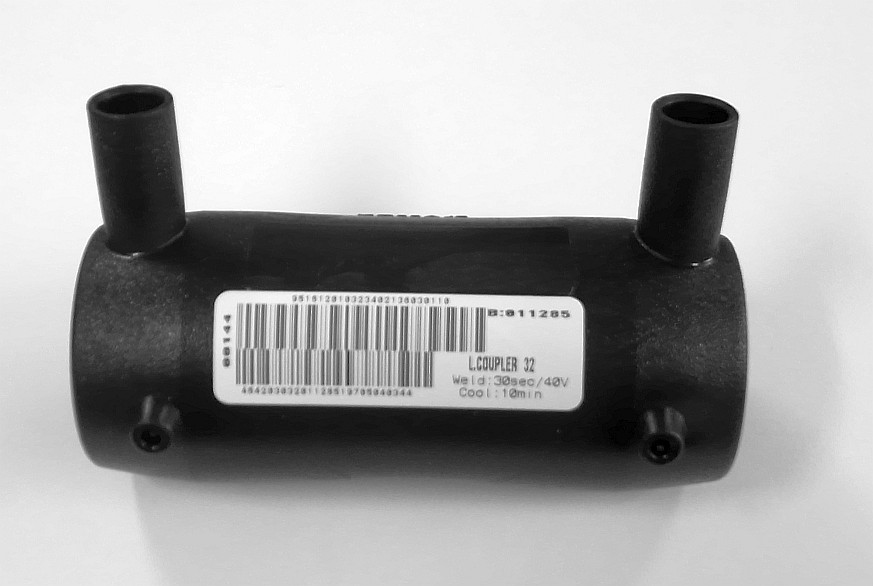
اتصال لوله الکتروفیوژن

در جوشکاری الکتروفیوژن از اتصالاتی استفاده می‌شود که در اطراف محل جوش قرار می‌گیرند. با عبور جریان الکتریکی از سیم‌پیچ‌های فلزی از قبل تعبیه‌شده در قطعه اتصال، گرما ایجاد می‌شود و بخشی از لوله‌ها را ذوب می‌کند؛ در نهایت پس از انجماد یک مفصل تشکیل می‌شود. دو نوع قطعه اتصال در جوشکاری الکتروفیوژن مورد استفاده قرار می‌گیرد: کوپلرها و سه‌راهی‌ها. اتصال کوپلر شامل دو بخش مجزا از سیم‌پیچ است که در حین جوشکاری دو ناحیه همجوشی را ایجاد می‌کنند. به علت افزایش سهولت در زمان مونتاژ، قطر داخلی کوپلر معمولاً کمی بزرگتر از قطر بیرونی لوله‌ها است. این امر همچنین این امکان را می‌دهد تا اندکی اختلاف در قطر لوله‌ها مانع از انجام فرایند جوشکاری نشود. به علاوه چفت‌کردن دقیق لوله‌ها در کوپلر برای ایجاد یک اتصال محکم بسیار مهم است. قرارگیری نادرست کوپلر می تواند باعث حرکت سیم‌پیچ‌ها و خروج مواد مذاب پلیمری از محل اتصال و باعث کاهش استحکام اتصال شود. سه‌راهی‌ها کمتر رایج هستند اما بر اساس روشی مشابه کوپلرها مورد استفاده قرار می‌گیرند. همچنین سه‌راهی‌ها باید به طور مناسب با لوله‌ها چفت شوند تا مشکلی در حین فرایند جوشکاری پیش نیاید.

## نصب اتصالات
نصب کوپلرها و اتصالات سه‌راهی با روش‌های اندکی متفاوت انجام می‌شود. مراحل نصب متداول برای هر کدام در زیر آورده شده است.

### کوپلرها
1. انتهای لوله‌ها را بشویید تا سطوح برای ایجاد اتصال تمیز باشند.
2. انتهای لوله‌ها را برای سهولت در چفت‌کردن مربعی کنید.
3. محل قرارگیری کوپلر را با الکل ایزوپروپیل تمیز کنید.
4. در طولی بیشتر از نصف طول کوپلر لوله‌ها را علامت‌گذاری کنید تا مشخص شود در مراحل بعدی تراشیدن تا کجا باید انجام شود.
5. منطقه‌ای را که باید تراشیده شود علامت بزنید.
6. لوله را در نواحی مشخص‌شده تراش دهید تا لایه سطحی جدا شود و اجازه دهید سطح نو با کوپلر در تماس باشد.
7. ناحیه تراشیده‌‌شده را به طور کامل بررسی کنید، مطمئن شوید که سطح نو کاملا در معرض دید باشد.
8. انتهای لوله را تا عمق مناسب در کوپلینگ قرار دهید.
9. اتصال‌دهنده را با استفاده از گیره محکم کنید.
10. اتصالات را با استفاده از سیم‌های الکتریکی به جعبه کنترل وصل کنید.
11. سیکل همجوشی را اعمال کنید.
12. اجازه دهید مفصل در زمان سردشدن دست‌نخورده بماند.
13. تست فشار بر روی لوله را انجام دهید.
14. انتهای لوله را با محتویات مناسب پر کنید.
15. فرایند را شروع کنید.

### سه‌راهی
1. محل اتصال لوله را بشویید تا سطوح برای ایجاد اتصال تمیز باشند.
2. ناحیه‌ای که سه‌راهی قرار می‌گیرد را با الکل ایزوپروپیل تمیز کنید.
3. در طولی بیشتر از لبه‌های محل اتصال لوله‌ها را علامت‌گذاری کنید.
4. لوله را در نواحی مشخص‌شده بتراشید تا لایه سطحی جدا شود و اجازه دهید سطح نو کاملا با سه‌راهی در تماس باشد.
5. ناحیه تراشیده‌شده را به طور کامل بررسی کنید، مطمئن شوید که سطح نو کاملا در معرض دید قرار دارد.
6. سه‌راهی را روی محل اتصال قرار دهید.
7. سه‌راهی را با استفاده از گیره محکم کنید.
8. جعبه کنترل اتصالات را با استفاده از سیم‌های الکتریکی وصل کنید.
9. سیکل همجوشی را اعمال کنید.
10. اجازه دهید مفصل در زمان سردشدن دست‌نخورده بماند.
11. تست فشار بر روی لوله را انجام دهید.
12. انتهای لوله را با محتویات مناسب پر کنید.
13. فرایند را شروع کنید.

## توان الکتریکی مورد نیاز
در جوشکاری الکتروفیوژن نیاز به عبور جریان الکتریکی از سیم‌پیچ‌های موجود در اتصالات است. به این دلیل که انرژی الکتریکی ورودی یک معیار بسیار خوب از قدرت اتصالی است که در طول همجوشی ایجاد می‌شود، لازم است ورودی توان الکتریکی ثابت باشد. انرژی ورودی در طول فرآیند اتصال، معمولاً با کنترل زمان لازم برای عبور جریان از اتصالات اندازه‌گیری می‌شود. با این حال، انرژی ورودی را می توان با کنترل دمای کلی، دمای پلیمر مذاب یا فشار پلیمر مذاب کنترل کرد. 
جعبه کنترل برق مورد نیاز را از یک ژنراتور می‌گیرد و آن را به ولتاژ و جریان مناسب برای اتصال الکتروفیوژن تبدیل می‌کند. به این ترتیب انرژی ورودی برای فرایند فراهم می‌شود. رایج‌ترین ولتاژ ورودی برای اتصالات جوش الکتروفیوژن 39.5 ولت است، زیرا بهترین نتایج را بدون به خطر انداختن ایمنی اپراتور ارائه می‌دهد. همچنین جریان به شکل موج جریان متناوب (AC) وارد می‌شود.

### جریان در حین جوشکاری
اکثر منابع تغذیه جوش الکتروفیوژن، دستگاه های ولتاژ ثابت هستند. ماشین‌های جریان ثابت به دلیل نوسانات کمتر در جریان اعمال‌شده به سیم‌پیچ‌ها، انرژی ورودی ثابت‌تری را ایجاد می‌کنند. با این حال، این مزیت اضافی معمولاً ارزش هزینه بالاتر این ماشین‌ها را ندارد. هنگامی که از دستگاه ولتاژ ثابت استفاده می‌شود، مقدار جریان اعمال‌شده به آرامی در طول فرآیند جوشکاری کاهش می‌یابد. این پدیده به دلیل افزایش مقاومت سیم‌پیچ‌ها با اعمال انرژی است. با تولید گرما در سیم‌پیچ‌ها، دمای آن‌ها افزایش می‌یابد و منجر به مقاومت الکتریکی بالاتر در سیم‌پیچ‌ها می‌شود. این افزایش مقاومت الکتریکی باعث می‌شود که جریان کمتری از همان سطح ولتاژ با پیشرفت فرآیند تولید شود. میزان کاهش جریان توسط مواد مورد استفاده برای سیم‌پیچ تعیین می‌شود. انرژی ورودی در واحد سطح را می توان محاسبه کرد و برای نظارت بر فرآیند استفاده کرد. مقادیر معمولی برای این محدوده از 2 تا 13 ژول بر میلی‌مترمربع است که با مقدار 3.9 ژول بر میلی‌مترمربع مستحکم‌ترین اتصال را ایجاد می‌کند.  

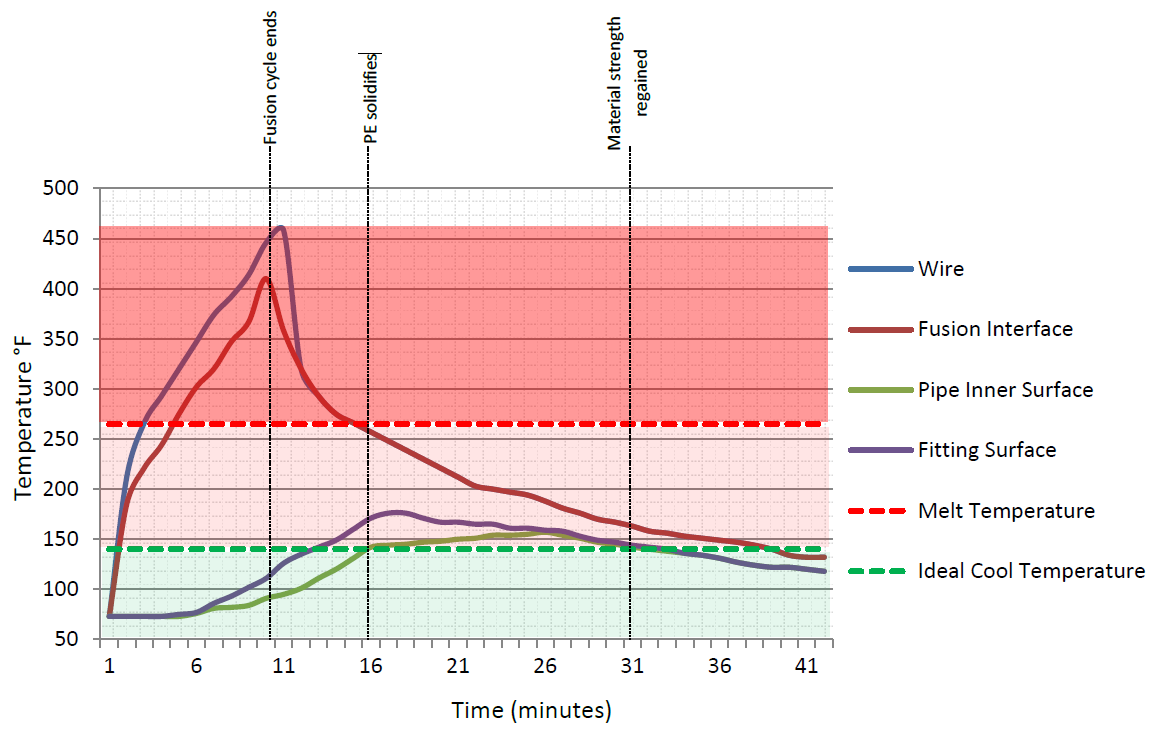
دما در نواحی مختلف یک اتصال در طول فرآیند جوشکاری الکتروفیوژن

### دما در حین جوشکاری
در طول فرایند همجوشی، گرادیان‌های دمایی زیادی در اتصال الکتروفیوژن وجود دارد. رسانایی حرارتی پایین پلیمرها علت اصلی این گرادیان‌های دمایی زیاد است. تلاش‌های اخیر برای مدل‌سازی تاریخچه حرارتی در مکان‌های مختلف محل جوشکاری با استفاده از مدل‌سازی المان محدود موفقیت‌آمیز بوده است.    

### فشار در حین جوشکاری
با افزایش دما در محل اتصال، پلیمر شروع به ذوب‌شدن می‌کند و منطقه همجوشی تشکیل می‌شود. پلیمر مذاب در ناحیه همجوشی نیرویی رو به بیرون به مواد پلیمری جامد اطراف اعمال می‌کند که به آنها "مناطق سرد" گفته می‌شود. این مناطق سرد باعث ایجاد فشار در ناحیه همجوشی مذاب می‌شوند. در ناحیه همجوشی مدتی طول می‌کشد تا فشار به حداکثر مقدار خود برسد. پس از قطع جریان و شروع خنک‌سازی، فشار به آرامی کاهش می‌یابد تا زمانی که اتصال به دمای یکنواخت برسد.

## مزایا و معایب
مزایای جوشکاری الکتروفیوژن:
- فرآیندی ساده که قادر به تولید اتصالات ثابت است.
- فرآیندی کنترل‌شده که خطر خرابی اتصال را کاهش می‌دهد.
- فرآیند امکان تعمیر اتصال بدون جداکردن لوله‌ها را فراهم می‌کند.

معایب جوش الکتروفیوژن:
- یک روپوش مخصوص مورد نیاز است، بنابراین نسبت به سایر روش‌های اتصال لوله مانند اتصال صفحه داغ گران‌تر است.
- سیم‌پیچ‌های موجود بازیافت قطعات را دشوارتر می‌کند.

## خواص مفاصل
استحکام یک اتصال الکتروفیوژن با استفاده از تست کشش و لایه‌برداری از ناحیه همجوشی اندازه‌گیری می‌شود. دو روش برای ارزیابی تاثیر زمان همجوشی بر استحکام مفصل ایجاد شده است:
1. شبیه سازی اتصال الکتروفیوژن صرفاً برای اهداف آزمایشی
2. لایه‌برداری از ناحیه جوش الکتروفیوژن استاندارد

استحکام اتصال در طول فرآیند جوشکاری ایجاد می‌شود و این به زمان همجوشی، شکاف اتصال و مواد لوله بستگی دارد. این موارد در زیر به تفصیل شرح داده شده‌اند.

### تاثیر زمان همجوشی بر استحکام مفصل
با شروع زمان همجوشی، یک دوره نهفتگی وجود دارد که در آن هیچ بخش مستحکمی ایجاد نمی‌شود. هنگامی که زمان کافی برای شروع جامد‌شدن مواد مذاب سپری شد، استحکام مفصل قبل از اینکه به حداکثر استحکام خود برسد شروع به افزایش می‌کند. اگر نیرو پس از ایجاد اتصال کامل اعمال شود، استحکام به آرامی شروع به کاهش می کند.  

### تاثیر شکاف مفصل بر استحکام مفصل
شکاف مفصل، فاصله بین اتصال الکتروفیوژن و مواد لوله است. هنگامی که هیچ شکاف اتصالی وجود ندارد، استحکام مفصل حاصل زیاد است اما حداکثر نیست. با افزایش شکاف مفصل، استحکام مفصل تا حدی افزایش می‌یابد، سپس شروع به کاهش نسبتاً شدیدی می‌کند. در شکاف‌های بزرگتر فشار کافی در طول زمان همجوشی ایجاد نمی‌شود و استحکام مفصل کم است.  به همین علت است که تراشیدن سطح محل اتصال لوله ها قبل از جوشکاری یک مرحله حیاتی است. تراشیدن ناهموار یا ناسازگار می تواند منجر به مناطقی شود که شکاف مفصل زیاد است و منجر به استحکام کم مفصل شود.

### تاثیر مواد لوله بر استحکام اتصال
مواد لوله با وزن مولکولی (MW) یا چگالی بالاتر، در طی زمان همجوشی و در حالت مذاب، سرعت جاری‌شدن آهسته‌تری خواهند داشت. با وجود تفاوت در سرعت جاری‌شدن، استحکام اتصال نهایی به طور کلی در محدوده نسبتاً وسیعی از وزن‌های مولکولی لوله ثابت است.